# Werner Wirsing
Werner Wirsing (* 4. März 1919 in Gemünden am Main; † 29. Juli 2017 in München) war ein deutscher Architekt und Hochschullehrer.

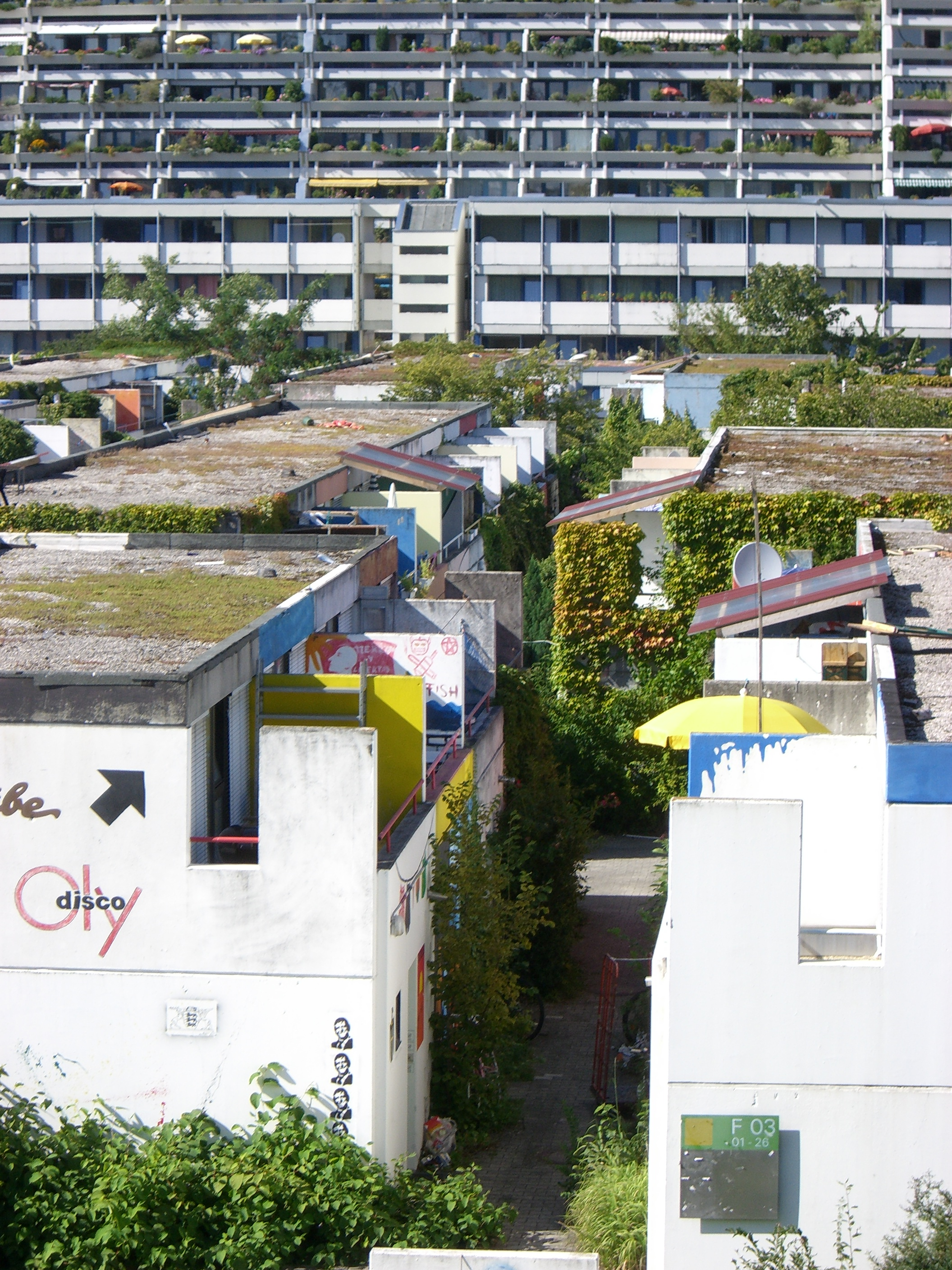
Studentenbungalows, Olympischen Dorf München

## Werdegang
Nach dem Abitur am Wilhelmsgymnasium München wurde Wirsing 1937 als 18-Jähriger zunächst zum Reichsarbeitsdienst, im Anschluss daran in die Wehrmacht einberufen. Im Zweiten Weltkrieg kämpfte er als Soldat an der Front. Nach Kriegsende studierte er von 1946 bis 1949 Architektur an der TH München. Während des Studiums 1948 arbeitete er mit seiner späteren Ehefrau Grete Wirsing (geb. Ferber) zusammen, 1955 folgte ein gemeinsames Architekturbüro in München. 1949 heiratete er Grete Wirsing. Von 1949 bis 1954 leitete er mit Grete Wirsing das Baubüro des Bayerischen Jugendsozialwerkes. 
Zudem war er von 1968 bis 1976 Gesellschafter der Plan GmbH, Gesellschaft für Umweltplanung. Wirsing war von 1966 bis 1968 Vorsitzender des Ausschusses für das Erscheinungsbild der Olympischen Spiele 1972.
Wirsing lehrte an der Hochschule für Gestaltung Ulm (1967–1970), der Akademie der Bildenden Künste München (1974–1978) und an der Fachhochschule München (1978–1984). 1991 erfolgte die Ernennung zum Honorarprofessor an der Fachhochschule München.
Mitgliedschaften
1952 wurde er Mitglied und war von 1965 bis 1969 Vorsitzender im Deutschen Werkbund Bayern. Von 1975 bis 1979 war er Mitglied des Vorstandes der Bayerischen Architektenkammer und deren Vorsitzender des Landeswettbewerbsausschusses (1979–1981) und Vorsitzender des Ausschusses für Berufsordnung (1991–1995). Er war Mitglied der Kommission für Stadtgestaltung in München (1970–1976 und 1980–1986). Seit 1958 war Wirsing Mitglied des BDA Bayern, dessen Kreisverbandsvorsitzender (1974–1978) und Landesverbandsvorsitzender (1978–1982). Von 1984 bis 1986 war Wirsing stellvertretender Direktor der Sektion Baukunst und von 1986 bis 1989 Direktor der Sektion Baukunst der Akademie der Künste, Berlin (West).
Privates
Wirsings Tochter Sabine ist Grafik Designerin und lehrt an der Hochschule München. Unter anderem hat sie das Orientierungssystem an der Hochschule München konzipiert.

## Bauten

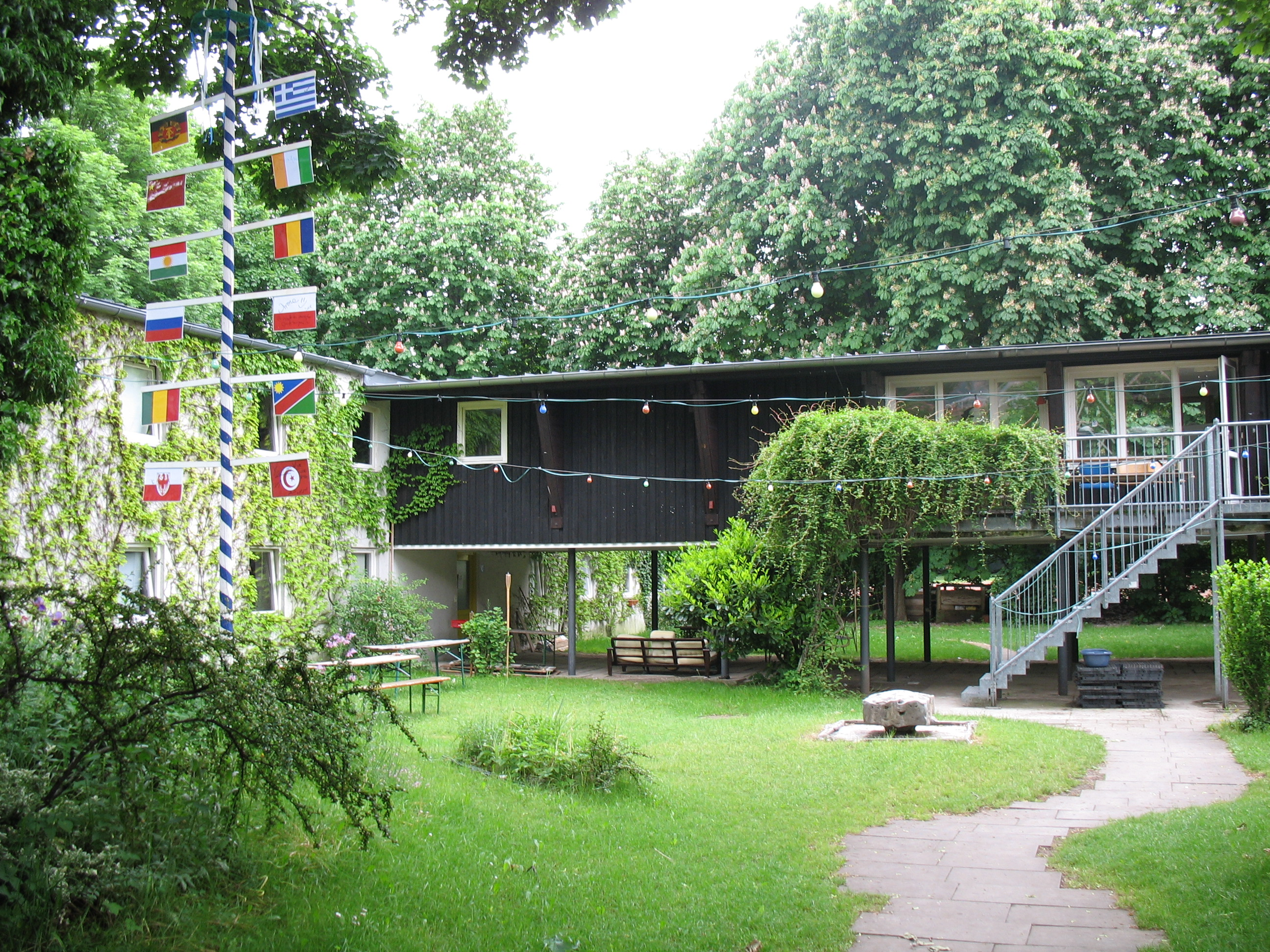
Wohnheimsiedlung Maßmannplatz

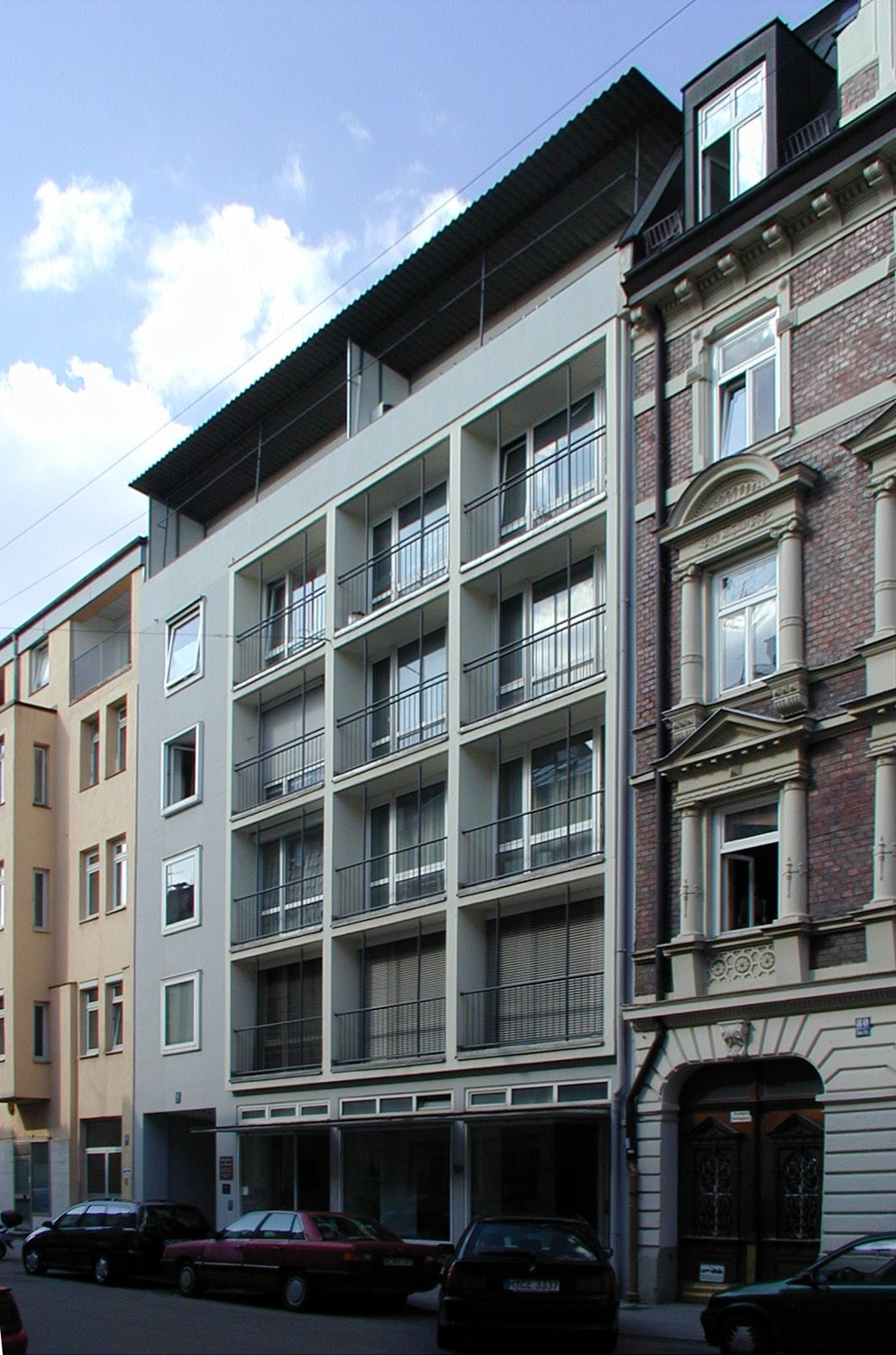
Mehrfamilienhaus Heßstraße 82, Maxvorstadt-München

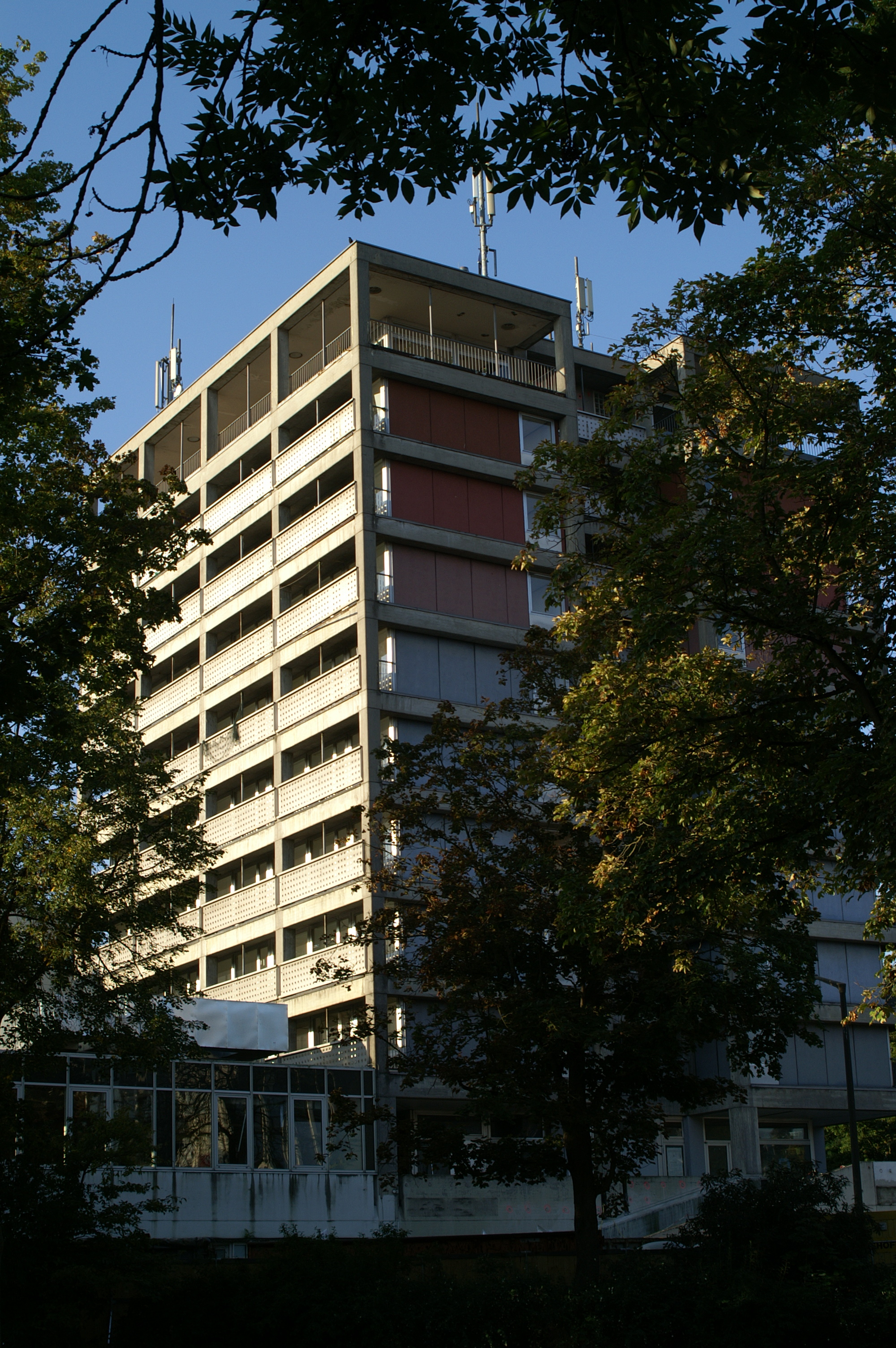
Wirsing-Turm, Regensburg gesprengt am 23. Februar 2020

als Leiter des Baubüro des Bayerischen Jugendsozialwerkes:
- 1948–1951: Wohnheimsiedlung Maßmannplatz, München mit Grete Wirsing
- 1950–1951: Westliche Erweiterung der Wohnheimsiedlung Maßmannplatz mit Erik Braun, Wolfgang Fuchs, Herbert Groethuysen, Gordon Ludwig, Jakob Semmler und Grete Wirsing

mit Grete Wirsing:
- 1950–1951: Kindergarten, Lehrlingswohnheim und Jugendheim Don Bosco in Pegnitz mit Hans und Traudl Maurer
- 1952–1954: Mehrfamilienhaus Heßstraße 82, Maxvorstadt-München[6][7][8]
- 1957: Haus Wirsing, Forstenried
- 1956–1958: Musische Bildungsstätte Akademie Remscheid[9]
- 1957–1959: Studentenwohnheim Geschwister Scholl Haus 1, München mit Jakob Semmler[10]
- 1958–1960: Ferienhaus R., Lenno
- 1960–1962: Haus und Atelier Gerg, Glonn-Haslach[11][12]
- 1960–1962: Haus Bialas, Glonn-Haslach[13][14]
- 1963–1964: Studentenwohnheim Geschwister Scholl Haus 2, München

eigene Bauten:
- 1948–1955: Wohnheimsiedlung Maßmannplatz, München
- 1959–1961: Kraftfahrzeugwerkstätte, Feldkirchen-München
- 1960–1963: Jugendzentrum Frankenhof, Erlangen[15] mit Johannes Ludwig und Hans-Georg Schulz[16]
- 1964–1972: Kirche Menschwerdung Christi, Nürnberg-Langwasser
- 1967: Wirsing-Turm, Regensburg (2020 abgerissen)[17][18]
- 1968–1972: Studentenbungalows und Alte Mensa, Olympiadorf München[19]
- 1978–1984: Wohnhäuser, Eichstätt
- 1990: Einfamilienhaus, Gröbenzell

## Ehrungen und Preise
- 1958: Förderpreis für Architektur der Landeshauptstadt München
- 1971: Heinrich-Tessenow-Medaille
- 1975: BDA-Preis Bayern für Studentenbungalows und Alte Mensa, Olympiadorf München
- 1989: Architekturpreis der Landeshauptstadt München
- 1975–1993 Mitglied der Akademie der Künste Berlin (West) – Sektion Baukunst
- 1993–2017: Mitglied der Akademie der Künste Berlin – Sektion Baukunst
- 2007: Bayerischer Architekturpreis
- 2009: Ehrenmitglied der Bayerischen Akademie der Schönen Künste

Folgende Bauwerke sind Baudenkmäler und sind im Bayerischen Landesamt für Denkmalpflege eingetragen:
- Haus Wirsing ist Baudenkmal von Forstenried[20]
- Jugendzentrum Frankenhof ist Baudenkmal von Erlangen
- Mehrfamilienhaus mit Läden ist Baudenkmal der Maxvorstadt[21]
- Wohnheimsiedlung Maßmannplatz ist Baudenkmal der Maxvorstadt

## Filmografie
- 2021: Architekten und ihre Häuser: Werner Wirsing
- 2020: „Werner Wirsing: Engagement und Einfachheit“ – Gespräch geführt von Arno Ritter, 2009

## Schriften
- mit Oskar Splett: Jugendbauten unserer Zeit. Hermann Rinn, München 1953.
- Neues Bauen in Deutschland. München 1953.
- mit Hans Heigert: Stätten der Jugend. Ein Bericht, die Gestaltung des Bildteils besorgte Werner Wirsing. Juventa, München 1958 DNB 451901371.
- mit Gerda Gollwitzer: Dachgärten und Dachterrassen. Callwey, München 1962 DNB 451612973
- mit Helmut Kimmerle, Werner Wirsing: Studentenwohnheime 1960–1963. Deutsches Studentenwerk, Bonn 1963, DNB 454943083. (113 Seiten, Illustrationen, Pläne, 31 cm).
- mit Gerda Gollwitzer: Dachflächen, bewohnt, belebt, bepflanzt. Callwey, München 1972, ISBN 3-7667-0211-4.